# Gérard de Sartorius
Gerard Joseph de Sartorius (Wezet, 29 november 1753 - 15 januari 1840) behoorde tot een notabele Zuid-Nederlandse familie.
Gerard de Sartorius was een zoon van Henri-Eustache Sartorius, burgemeester van Wezet en ontvanger voor de Staten van het prinsbisdom Luik. Hij studeerde af als arts aan de universiteit van Wenen. Hij werd hoofdgeneesheer van de ziekenhuizen in Graz en werd rector van de Universiteit van Graz. Hij trouwde in 1784 met Felicissima van Linghen (Warschau, 1783 - Wezet, 1837). Ze vestigden zich in Graz, waar hun acht kinderen tussen 1785 en 1811 geboren werden.
In 1796 verleende keizer Frans II erfelijke adel aan Gerard-Joseph Sartorius.

## Nageslacht
- Joseph de Sartorius (1785-1859), gemeenteraadslid van Wezet, trouwde met Virginie Delaveux (1796-1883).
  - Virginie de Sartorius (1828-1890) werd een bekende schilder van bloemen en fruit.
- Georges de Sartorius (1787-1855) werd arts in de legers van Napoleon en daarna geneesheer-inspecteur van het water in Aken. Hij trouwde in 1829 met barones Thérèse d'Eynatten (1793-1882).
  - Augusta de Sartorius (1830-1895) trad in bij de Congregatie van het Heilig Hart en werd er algemeen overste.

De familie de Sartorius is in 1899 uitgedoofd.